# Pfarr- und Klosterkirche (Handrup)

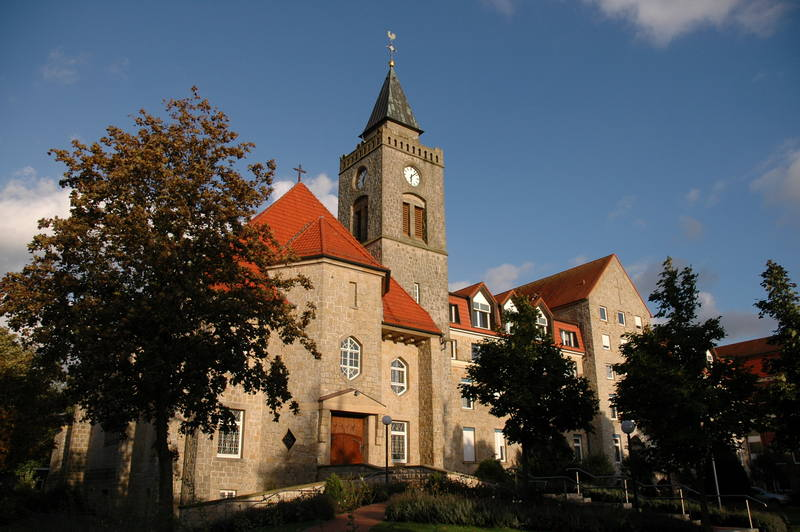
Herz-Jesu-Kirche mit Kloster

Die Pfarr- und Klosterkirche Handrup ist die einzige Kirche im emsländischen Handrup. Sie wurde 1927 errichtet und dient zum einen als Pfarrkirche für die katholische Pfarrgemeinde Herz-Jesu und zum anderen als Kirche des Herz-Jesu-Klosters mit dem Gymnasium Leoninum. Neben der Hesemannschen Wassermühle aus dem Jahr 1811 ist die Kirche die Sehenswürdigkeit von Handrup.

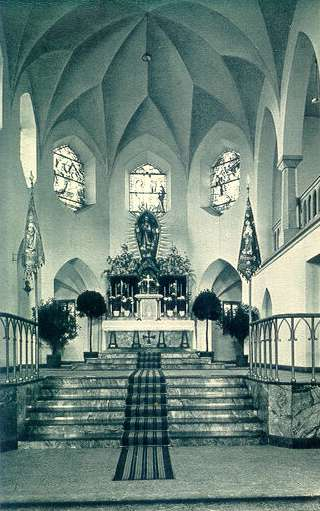
Herz-Jesu-Kirche im Jahr 1927

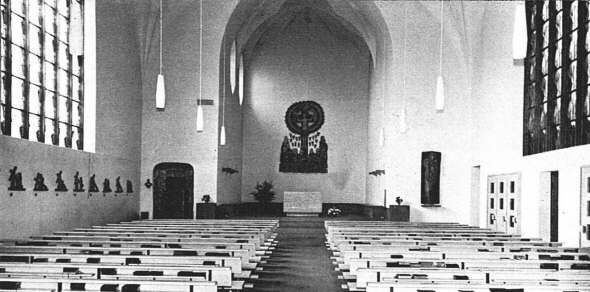
Herz-Jesu-Kirche im Jahr 1968

## Geschichte
Alles begann damit, dass der Orden der Herz-Jesu-Priester beschloss, ein neues Kloster mit einer Missionsschule zu gründen. Zufällig fiel die Wahl des Ortes auf Handrup. 1921 wurde der Grundstein des Klosters gelegt. Allerdings dauerte es einige Zeit, bis die Kirche fertiggestellt wurde. 1926 begann man mit dem Bau der Kirche. Am 7. April 1927 wurde diese durch Erzbischof Hermann Wilhelm Berning konsekriert.  Am 3. Februar des Kriegsjahres 1940 fand die erste Priesterweihe, durch den Bischof von Osnabrück Erzbischof Berning, in Handrup statt. In der Herz-Jesu-Kirche wurden immer wieder Mitglieder des Herz-Jesu-Ordens zu Priestern geweiht, zuletzt am 3. Mai 2014. Die Herz-Jesu-Kirche wurde zweimal grundlegend renoviert. Die erste grundlegende Renovierung fand im Jahre 1968 statt. Hierbei wurden die Beschlüsse des II. Vatikanischen Konzils umgesetzt. Der Hauptaltar und die Seitenaltäre wurden entfernt und der Chorraum komplett neu gestaltet. Die grundlegendste Veränderung war die Abtrennung des Kapellenkranzes durch eine Quermauer. An dieser Wand wurde als Chorbild ein Pfingstbild angebracht. Im Jahr 2000 fand dann die zweite große Renovierung statt. Bei dieser wurde die 1968 errichtete Querwand zum Kapellenkranz hin wieder entfernt und der Chorraum und das Kirchenschiff umgestaltet. In den neu gestalteten Taufort wurde auch das Chorbild eingearbeitet. Im Jahr 2002 feierte die Kirchengemeinde mit einem großen Fest das 75-jährige Jubiläum der Kirche.

## Orgel
In der Kirche befindet sich eine Orgel der Firma Johannes Klais, Bonn, Opus 1012 aus dem Jahr 1951 mit 16 Registern auf zwei Manualen und Pedal. Die Orgel hat einen einfachen Freipfeifenprospekt mit einer größeren Pfeifenmitra (Prinzipal 8') in der Mitte sowie einer kleineren davor, die sich links und rechts in zwei ansteigenden Pfeifenreihen zu den großen, in verschiedenen Grautönen gestrichenen Holzpfeifen des Subbass 16', von denen je vier links und rechts den Prospekt nach außen ansteigend flankieren, fortsetzt. Hinsichtlich der Registerzahl ist zu beachten, dass im Pedal der Orgel der Gedacktbaß 8' die Fortsetzung des Subbass 16' ist, Choralbass 4' und Flachflöte 2' sind Fortsetzungen des Prinzipalbass 8'. Die fünf Pedalregister werden also aus lediglich zwei Pfeifenreihen gebildet. Die einfache Gestaltung und die noch am Orgelbau der Romantik orientierte technische Ausführung (elektropneumatische Kegelladen, Tiefen- statt Höhenstaffelung der einzelnen Werke) sind charakteristisch für den Stil des katholischen Orgelbaus der Nachkriegszeit; Einflüsse der Orgelbewegung bzw. eine Orientierung hin zu Polyphonie und Literaturspiel sind hinsichtlich Disposition, technischer Anlage und Intonation noch nicht erkennbar. Trotz seines Alters, einer aggressiven Warmluftheizung sowie zumindest teilweisem Anobienbefall ist das aus bescheidenen Materialien (Pressspanplatten in der Verkleidung, Zinkpfeifen mit uneinheitlichen Labien) erbaute Instrument immer noch funktionstüchtig. Der Spieltisch weist die für die Erbauerfirma typischen Registerwippen und ergonomisch angenehme Gestaltung auf.
| I Manual C–g3   |    |
| Principal       | 8′ |
| Gemshorn        | 8′ |
| Rohrflöte       | 4′ |
| Octav           | 2′ |
| Sesquialtera II |    |
| Schalmey        | 8′ |

| II Manual C–g3   |    |
| Lieblich Gedackt | 8′ |
| Salicional       | 8′ |
| Principal        | 4′ |
| Blockflöte       | 4′ |
| Mixtur III–IV    |    |

| Pedal C–f1    |     |
| Subbass       | 16′ |
| Principalbass | 8′  |
| Gedacktbass   | 8′  |
| Choralbass    | 4′  |
| Flachflöte    | 2′  |

- Koppeln: II/I, I/P, II/P, Sub II/I
- Spielhilfen: Crescendowalze, freie Kombination 1/2/Handreg., Absteller Schalmey, Generalabsteller, Walze ab, Tutti

## Glocken
Im Turm der Kirche hängt ein vierstimmiges Geläut der Glockengießerei Otto aus Hemelingen/Bremen. Die Schlagtonreihe lautet: e′ – g′ – a′ – h′.  Die drei größeren Bronzeglocken wurden 1963 gegossen, während die h′-Glocke aus Jahr 1933 stammt und die Glockenvernichtung des Zweiten Weltkrieges überstanden hat. Andere Otto-Glocken für die Pfarr- und Klosterkirche in Handrup, in den Jahren 1932 und 1935 gegossen, wurden zu Kriegszwecken eingeschmolzen.

## Seelsorger der Herz-Jesu-Kirche
- Pater Liborius Clemens Tillmann SCJ (3. April 1921–31. März 1924)
- Pater Wilhelm Mai SCJ (1. April 1924–30. Juni 1926)
- Pater Bernhard Eucharius Müller SCJ (1. Juli 1926–31. Oktober 1957)
- Pater Theo Sanders SCJ (1. September 1957–15. Februar 1964)
- Pater August Stemann SCJ (11. April 1964–9. August 1983)
- Pater Heinrich Lemper SCJ (23. August 1983–17. Mai 1992)
- Pater Karl Hogeback SCJ (13. September 1992 – 1. August 2010)
- Pfarrer Heiner Mühlhäuser (seit 1. August 2010) (Er ist Pfarrer der Pfarreiengemeinschaft Lengerich-Bawinkel, zu der auch die Kirchengemeinde Handrup gehört.)

## Daten zur Herz-Jesu-Kirche
- Im Jahr 1923: Baubeginn
- 3. Juli 1926: Richtfest
- 7. April 1927: Konsekration der Kirche durch Erzbischof Berning von Osnabrück.
- Die Gesamtbaukosten der Kirche mit Sakristei betrugen damals 129.367,09 RM. Das bedeutet pro umbauten Kubikmeter 18 RM.
- Der Umbau in 1968 kostete 135.000 DM
- Der Kostenvoranschlag für den Umbau 2000 lautete auf ca. 1.000.000 DM. Der Umbau wurde von Mitte Mai bis Jahresende 2000 durchgeführt.